# Astra (Belgisch automerk)
Astra was een Belgisch automobielfabrikant.
De wagen werd gemaakt in Luik door Automobiles Astra - een voortzetting van Juwel - en maakte gebruikt van 1100cc SCAP-motoren. De auto werd voorgesteld op het Salon van Brussel in 1930. Daarnaast was er een chassis met een achtcilindermotor op de stand en werd er gesproken over een zescilinder, die waarschijnlijk nooit gemaakt werd. Na het salon werd niks meer vernomen van Astra.